# VC Boekhoute
VC Boekhoute was een Belgische voetbalclub uit Boekhoute. De club was aangesloten bij de KBVB met stamnummer 9498 en had rood-zwart als kleuren. De club werd opgericht in 2007 en speelde in de laagste provinciale reeksen. De club had een eerste ploeg en reserveploeg, en een aantal jeugdploegen.

## Geschiedenis
Begin jaren zestig sloot in Boekhoute de club SK Boekhoute aan bij de Belgische Voetbalbond. De club kreeg stamnummer 6453 toegekend. SK Boekhoute bleef de volgende decennia in de provinciale reeksen spelen. In 2000, nadat men het seizoen in de subtop in Derde Provinciale had afgesloten, fusioneerde men echter met het nabijgelegen en oudere FC Assenede. De fusieclub ging FC Assenede-Boekhoute heten, en speelde met het stamnummer 4744 van Assenede verder in Tweede Provinciale. Stamnummer 6453 van Boekhoute werd definitief geschrapt.
Na zeven jaar wilde men echter opnieuw voetbal in Boekhoute zelf. Een nieuwe club werd uiteindelijk opgericht in 2007, die met de naam Voetbal Club Boekhoute aansloot bij de Belgische Voetbalbond onder stamnummer 9498. De club ging in de laagste provinciale reeksen van start.
In Juni 2022 werd de club opgeheven.

## Resultaten
SK Boekhoute
| seizoen   | reeks             | positie    | punten    |
| --------- | ----------------- | ---------- | --------- |
| 1995-1996 | 4de provinciale A | 6de plaats | 50 punten |
| 1996-1997 | 4de provinciale A | Kampioen   | 73 punten |
| 1997-1998 | 3de provinciale A | 4de plaats | 57 punten |
| 1998-1999 | 3de provinciale B | 2de plaats | 64 punten |
| 1999-2000 | 3de provinciale A | 4de plaats | 55 punten |

Assenede-Boekhoute
| seizoen   | reeks             | positie     | punten    |
| --------- | ----------------- | ----------- | --------- |
| 2000-2001 | 2de provinciale A | 7de plaats  | 47 punten |
| 2001-2002 | 2de provinciale A | 11de plaats | 33 punten |
| 2002-2003 | 2de provinciale A | 9de plaats  | 37 punten |
| 2003-2004 | 2de provinciale A | -           | - punten  |
| 2004-2005 | 2de provinciale A | 9de plaats  | 36 punten |
| 2005-2006 | 2de provinciale A | 12de plaats | 35 punten |
| 2006-2007 | 2de provinciale A | 13de plaats | 34 punten |

VC Boekhoute
| seizoen   | reeks              | positie     | punten    |
| --------- | ------------------ | ----------- | --------- |
| 2007-2008 | 4 de provinciale A | 14de plaats | 14 punten |
| 2008-2009 | 4 de provinciale A | 14de plaats | 30 punten |
| 2009-2010 | 4 de provinciale A | 5de plaats  | 57 punten |
| 2010-2011 | 4 de provinciale A | 4de plaats  | 63 punten |